# Майсак, Тимур Анатольевич
Тимур Анатольевич Майсак (род. 21 ноября 1975, Москва) — российский лингвист, доктор филологических наук, профессор Школы лингвистики Высшей школы экономики, ведущий научный сотрудник Института языкознания РАН, специалист по глаголам и языкам Дагестана.

## Биография
Родился 21 ноября 1975 года в Москве. Окончил московскую школу № 47 (сейчас школа № 1264). В 1998 году с отличием окончил филологический факультет Московского государственного университета (МГУ), отделение теоретической и прикладной лингвистики.
В 1998—2001 годах проходил очную аспирантуру на филологическом факультете МГУ под руководством А. Е. Кибрика и В. А. Плунгяна. В 2002 году защитил в МГУ диссертацию «Типология грамматикализации конструкций с глаголами движения и глаголами позиции» (издана в виде монографии в 2005 году) и получил учёную степень кандидата филологических наук.
С 2001 года работает в отделе кавказских языков Института языкознания РАН. Занимал должности младшего научного сотрудника (с 2002), научного сотрудника (с 2003), старшего научного сотрудника (с 2006) и ведущего научного сотрудника.
В 2013—2014 годах преподавал на филологическом факультете МГУ.
С 2014 года преподаёт в Высшей школе экономики (ВШЭ). С 2017 года по совместительству работает в Международной лаборатории языковой конвергенции ВШЭ. Является профессором Школы лингвистики ВШЭ.
В 2023 году защитил во ВШЭ диссертацию «Грамматикализация в нахско-дагестанских языках: типологические, диахронические и ареальные аспекты» и получил учёную степень доктора филологических наук.
Участвует в русской Википедии под ником «Timur Maisak». Владеет русским, английским, французским и португальским языками.

## Научная деятельность
Область научных интересов — видо-временные системы нахско-дагестанских языков, грамматические категории глагола, грамматическая типология и теория грамматикализации.
Автор более 120 научных трудов, в том числе двух монографий. Автор статей «Кавказские языки» (совместно с М. Е. Алексеевым) и «Нахско-дагестанские языки» в Большой российской энциклопедии.
Участвует в лингвистических экспедициях МГУ и ВШЭ и самостоятельно проводит полевую работу по изучению малых языков Дагестана, а также Татарстана и Азербайджана.
Ведёт работу по написанию грамматики агульского языка и созданию текстовых корпусов агульского и удинского языков.
В 2002—2006 годах участвовал в проекте по семантической типологии глаголов плавания под руководством Е. В. Рахилиной. С 2003 года участвует в проекте «Каталог семантических переходов» под руководством Анны А. Зализняк. Участвует в проекте «Типологический атлас языков Дагестана».
Заместитель главного редактора издательства «Языкознание». Член редколлегии журналов «Родной язык: лингвистический журнал» и «Languages of the Caucasus» и книжной серии «Languages of the Caucasus».